# Brian Bliss
Brian Boyer Bliss (ur. 28 września 1965 w Webster) – były amerykański piłkarz występujący na pozycji obrońcy. Trener piłkarski.

## Kariera klubowa
Bliss karierę rozpoczynał w 1983 roku w drużynie piłkarskiej z uczelni Southern Connecticut State University. W 1987 poprzez draft trafił do futsalowej ekipy Cleveland Force, grającego w MISL. W 1989 roku grał dla drużyny Albany Capitals, a rok później dla Boston Bolts. Oba kluby występowały wówczas w American Soccer League.
W 1990 roku Bliss odszedł do enerdowskiego Energie Cottbus z NOFV-Oberligi. Rozegrał tam 13 ligowych spotkań i strzelił jednego gola. W 1991 roku, po zjednoczeniu Niemiec został zawodnikiem zespołu Chemnitzer FC z 2. Bundesliga Süd. W tych rozgrywkach zadebiutował 24 lipca 1991 roku w zremisowanym 0:0 pojedynku z 1. FSV Mainz 05. Przez rok wystąpił tam w 12 ligowych meczach.
W 1992 roku podpisał kontrakt z FC Carl Zeiss Jena, również z 2. Bundesligi. W 1994 roku spadł z zespołem do Regionalligi Nordost, ale po roku powrócił z nim do 2. Bundesligi. W Carl Zeiss Jenie spędził jeszcze rok.
W 1996 roku Bliss wrócił do Stanów Zjednoczonych, gdzie podpisał kontrakt z Columbus Crew, grającym w nowo powstałej lidze MLS. Występował tam przez 1,5 roku, a potem odszedł do MetroStars. Sezon 1998 spędził w Kansas City Wizards, a po jego zakończeniu zakończył karierę.
| Sezon   | Klub                | Kraj              | Rozgrywki             | Mecze | Bramki |
| ------- | ------------------- | ----------------- | --------------------- | ----- | ------ |
| 1987    | Cleveland Force     | Stany Zjednoczone | MISL                  | ?     | ?      |
| 1988    | Cleveland Force     | Stany Zjednoczone | MISL                  | ?     | ?      |
| 1989    | Albany Capitals     | Stany Zjednoczone | ASL                   | 5     | 0      |
| 1990    | Boston Bolts        | Stany Zjednoczone | ASL                   | ?     | ?      |
| 1990/91 | Energie Cottbus     | NRD               | NOFV-Oberliga         | 13    | 1      |
| 1991/92 | Chemnitzer FC       | Niemcy            | 2. Bundesliga Süd     | 13    | 0      |
| 1992/93 | FC Carl Zeiss Jena  | Niemcy            | 2. Fußball-Bundesliga | 35    | 0      |
| 1993/94 | FC Carl Zeiss Jena  | Niemcy            | 2. Fußball-Bundesliga | 31    | 0      |
| 1994/95 | FC Carl Zeiss Jena  | Niemcy            | Regionalliga Nordost  | ?     | ?      |
| 1995/96 | FC Carl Zeiss Jena  | Niemcy            | 2. Fußball-Bundesliga | 17    | 1      |
| 1996    | Columbus Crew       | Stany Zjednoczone | MLS                   | 19    | 1      |
| 1997    | Columbus Crew       | Stany Zjednoczone | MLS                   | 12    | 1      |
| 1997    | MetroStars          | Stany Zjednoczone | MLS                   | 16    | 0      |
| 1998    | Kansas City Wizards | Stany Zjednoczone | MLS                   | 3     | 0      |

## Kariera reprezentacyjna
W reprezentacji Stanów Zjednoczonych Bliss zadebiutował 2 grudnia 1984 w zremisowanym 2:2 towarzyskim meczu z Ekwadorem. W 1988 roku był uczestnikiem Letnich Igrzysk Olimpijskich, z których jego drużyna odpadła po fazie grupowej.
W 1990 roku został powołany do kadry na Mistrzostwa Świata. Zagrał na nich w meczu fazy grupowej z Austrią (1:2), kiedy w 70. minucie spotkania wszedł na boisko w miejsce Paula Caligiuriego. Stany Zjednoczone odpadły z tamtego turnieju po fazie grupowej. W drużynie narodowej Bliss grał do 1995 roku. W sumie rozegrał w niej 44 spotkania i zdobył 2 bramki.